# Carpentersville (Illinois)
Carpentersville ist ein Village im Kane County im Nordosten des US-amerikanischen Bundesstaates Illinois. Das U.S. Census Bureau hat bei der Volkszählung 2020 eine Einwohnerzahl von 37.983 ermittelt. Carpentersville ist Bestandteil der Metropolregion Chicago.

## Geografie
Carpentersville liegt auf 42°07'16" nördlicher Breite und 88°16'29" westlicher Länge. Die Stadt erstreckt sich über 19,1 km², die fast ausschließlich aus Landfläche bestehen.
Carpentersville liegt am Ostufer des Fox River, der im weiter südlich gelegenen LaSalle County in den Illinois River mündet.
Durch Carpentersville verläuft in Nord-Süd-Richtung die Illinois State Route 25, die nördlich des Ortes in die Illinois State Route 62 mündet. Südlich von Carpentersville verläuft in Ost-West-Richtung die Illinois State Route 68. 8,1 km südlich von Carpentersville verläuft die Interstate 90 von Chicago nach Westen.
69,4 km südöstlich von Carpentersville befindet sich das Stadtzentrum von Chicago, Wisconsins größte Stadt Milwaukee liegt 127 km im Nordosten, Wisconsins Hauptstadt Madison 169 km im Nordwesten, über das 85 km entfernte Rockford sind es 234 km in westnordwestlicher Richtung nach Dubuque in Iowa, die Quad Cities 240 km in westsüdwestlicher Richtung, Illinois’ Hauptstadt Springfield liegt 330 km im Süd-Südwesten und Indianas Hauptstadt Indianapolis 359 km im Südosten.

## Geschichte
Die ersten Weißen, die sich auf dem Gebiet der heutigen Stadt ansiedelten die beiden Brüder Daniel und Charles Valentine Carpenter. 1837 waren die beiden Brüder auf dem Fox River unterwegs und lagerten an der Stelle der heutigen Stadt und beschlossen infolge ungünstiger Bedingungen für eine Weiterfahrt, sich an der Stelle gleich fest anzusiedeln. Der Ort wurde zuerst Carpenter's Grove genannt. 1851 ließ Angelo Carpenter, der Sohn von Charles Valentine Carpenter, das Land parzellieren und für die Ansiedlung weiterer Bewohner vorbereiten. Die Siedlung wurde im gleichen Jahr in Carpentersville umbenannt. Es wurde eine Mühle angelegt, welche später in eine Textilfabrik umgewandelt wurde.
1864 wurde eine Gießerei und eine Schlosserei, die Illinois Iron & Bolt Company gegründet. Dies wurde später zur Star Manufacturing Company, einer bis 1977 bestehenden Fabrik für Landmaschinen. Während der 1870er und 1880er Jahren kamen viele Einwanderer aus Deutschland, Schweden und Polen in die Gegend und arbeiteten in den neu entstehenden Fabriken. Carpenter schuf Wohnraum für die Arbeiter und ließ eine Kirche errichten. Obwohl Carpenter sich 1875 nach Elgin zurückzog, blieb dessen Hauptinteresse die Entwicklung von Carpentersville. Es konnte erreicht werden, dass die Chicago & North Western Railroad eine Strecke von East Dundee nach Carpentersville mit einer Brücke über den Fox River baute.
1887 wurde die Siedlung offiziell als Village anerkannt.
Im Jahre 1912 beschäftigten Carpenters beide Firmen 2000 Beschäftigte. Der Ort entwickelte sich aber weniger schnell, als die Nachbarkommunen am Fox River, die direkte Eisenbahnverbindungen nach Chicago hatten.
1896 wurde Carpentersville an das Netz der Überlandstraßenbahn der Elgin and Aurora Railway angeschlossen, das mit dem Straßenbahnnetz von Elgin verbunden war. Dies Bahngesellschaft wechselte mehrfach den Besitzer und gehörte 1924 der Aurora, Elgin and Fox River Electric Company. Die Bahn wurde sehr stark für den Berufsverkehr der zahlreichen Fabriken in der Umgebung benutzt und erfuhr mit der Weltwirtschaftskrise 1929 ihren Niedergang. Auch die zunehmende Motorisierung beschleunigte diesen Prozess. Als 1933 durch einen Tornado die Brücke bei West Dundee zerstört wurde, kam das Ende für die Bahn.
Bis in die 1950er Jahre bestand Carpentersville aus einem Netz von Straßen entlang des Fox River, dessen Herzstück die von der Brücke über den Fluss kommende Main Street war. Danach wurde mit Meadowdale nördlich von Carpentersville ein völlig neues Stadtviertel gebaut.

## Demografische Daten
Bei der Volkszählung im Jahre 2000 wurde eine Einwohnerzahl von 30.586 ermittelt. Diese verteilten sich auf 8.872 Haushalte in 7.239 Familien. Die Bevölkerungsdichte lag bei 1.603,7/km². Es gab 8.936 Wohngebäude, was einer Bebauungsdichte von 468,5/km² entsprach.
Die Bevölkerung bestand im Jahre 2000 aus 68,8 % Weißen, 4,2 % Afroamerikanern, 0,6 % Indianern, 2,0 % Asiaten und 20,9 % anderen. 3,5 % gaben an, von mindestens zwei dieser Gruppen abzustammen. 40,6 % der Bevölkerung bestand aus Hispanics, die verschiedenen der genannten Gruppen angehörten.
33,2 % waren unter 18 Jahren, 10,9 % zwischen 18 und 24, 35,9 % von 25 bis 44, 15,3 % von 45 bis 64 und 5,3 % 65 und älter. Das Durchschnittsalter lag bei 28 Jahren. Auf 100 Frauen kamen statistisch 106,7 Männer, bei den über 18-Jährigen 106,2.
Das durchschnittliche Einkommen pro Haushalt betrug 54.526 USD, das durchschnittliche Familieneinkommen 55.921 USD. Das durchschnittliche Einkommen der Männer lag bei 38.052 USD, das der Frauen bei 26.957 USD. Das Pro-Kopf-Einkommen belief sich auf 17.424 USD. Rund 6,7 % der Familien und 8,5 % der Gesamtbevölkerung lagen mit ihrem Einkommen unterhalb der Armutsgrenze.